# Marcel Eckardt
Marcel Eckardt (ur. 27 października 1989 w Gerze) – niemiecki sędzia snookerowy.

## Kariera
Marcel Eckardt zainteresował się snookerem w wieku 13 lat, oglądając zawody na Eurosporcie. Po raz pierwszy sędziował mecze profesjonalnych zawodników w 2010 roku podczas turnieju pokazowego w Brugii, w którym brali udział między innymi Stephen Hendry i Steve Davis. Pierwszym rankingowym turniejem, w którym Niemiec sędziował mecze, było German Masters 2012.
Przed sezonem 2013/2014 Eckardt stał się najmłodszym członkiem grupy A sędziów, posiadających licencję na prowadzenie meczów w fazach finałowych wszystkich turniejów rankingowych. W 2015 roku poprowadził pierwszy w swojej karierze finał turnieju rankingowego (German Masters 2015), zaś trzy lata później po raz pierwszy był arbitrem finału turnieju Potrójnej Korony – UK Championship 2018.
W 2020 roku Eckardt został wybrany na sędziego finału mistrzostw świata w snookerze 2020 pomiędzy Ronniem O’Sullivanem i Kyrenem Wilsonem. 30-letni wówczas Niemiec stał się tym samym najmłodszym arbitrem w historii, który dostąpił tego zaszczytu.